# Dystrykt Nikozja (Cypr Północny)
Dystrykt Nikozja (tur. Lefkoşa İlçesi) – jeden z 6 dystryktów Tureckiej Republiki Cypru Północnego. Stolicą jest północna część Nikozji. W 2006 zamieszkiwało go 84 776 osób. 
Zgodnie z prawem Republiki Cypru obszar północnocypryjskiego dystryktu Nikozja wchodzi w skład cypryjskiego dystryktu Nikozja, a niewielki fragment należy do dystryktu Larnaka.